# 31 días
31 días es una película mexicana de 2013, dirigida por Erika Grediaga y protagonizada por Irán Castillo, Lorenzo Balducci, Alejandra Gollas, Antonio Gaona y Karla Souza.
Fue el primer estreno mexicano de 2013.

## Argumento
Eva Sagarrondo (Irán Castillo) es una famosa escritora de libros de autoayuda quien ya no cree en el amor eterno. Con su nuevo libro está dispuesta a probar su nueva teoría: la relación ideal para la mujer moderna es ponerle fecha de expiración al romance y así evitar corazones rotos.

Adam di Melo (Lorenzo Balducci) es un fotógrafo italiano que está en México y que acaba de terminar una relación problemática con su novia Mayra (Karla Souza).

Cuando Adam y Eva se encuentran, Eva decide usarlo como objeto de su experimento: ambos firman un contrato y se embarcan en una aventura de 31 días que cambiará la vida y la visión del amor que ambos tienen.

## Reparto
| Actor               | Personaje      |
| ------------------- | -------------- |
| Irán Castillo       | Eva Sagarrondo |
| Lorenzo Balducci    | Adam Di Melo   |
| Alejandra Gollas    | Silvia         |
| Antonio Gaona       | Pato           |
| Karla Souza         | Maya           |
| Magdalena Caraballo | Juliana        |
| Alberto Agnesi      | Rubén          |
| Pedro Mira          | Mikela         |